# Carnarechinus clypeatus
Carnarechinus clypeatus is een zee-egel uit de familie Carnarechinidae.
De wetenschappelijke naam van de soort werd in 1879 gepubliceerd door Alexander Agassiz.